# U Svatého Kamene

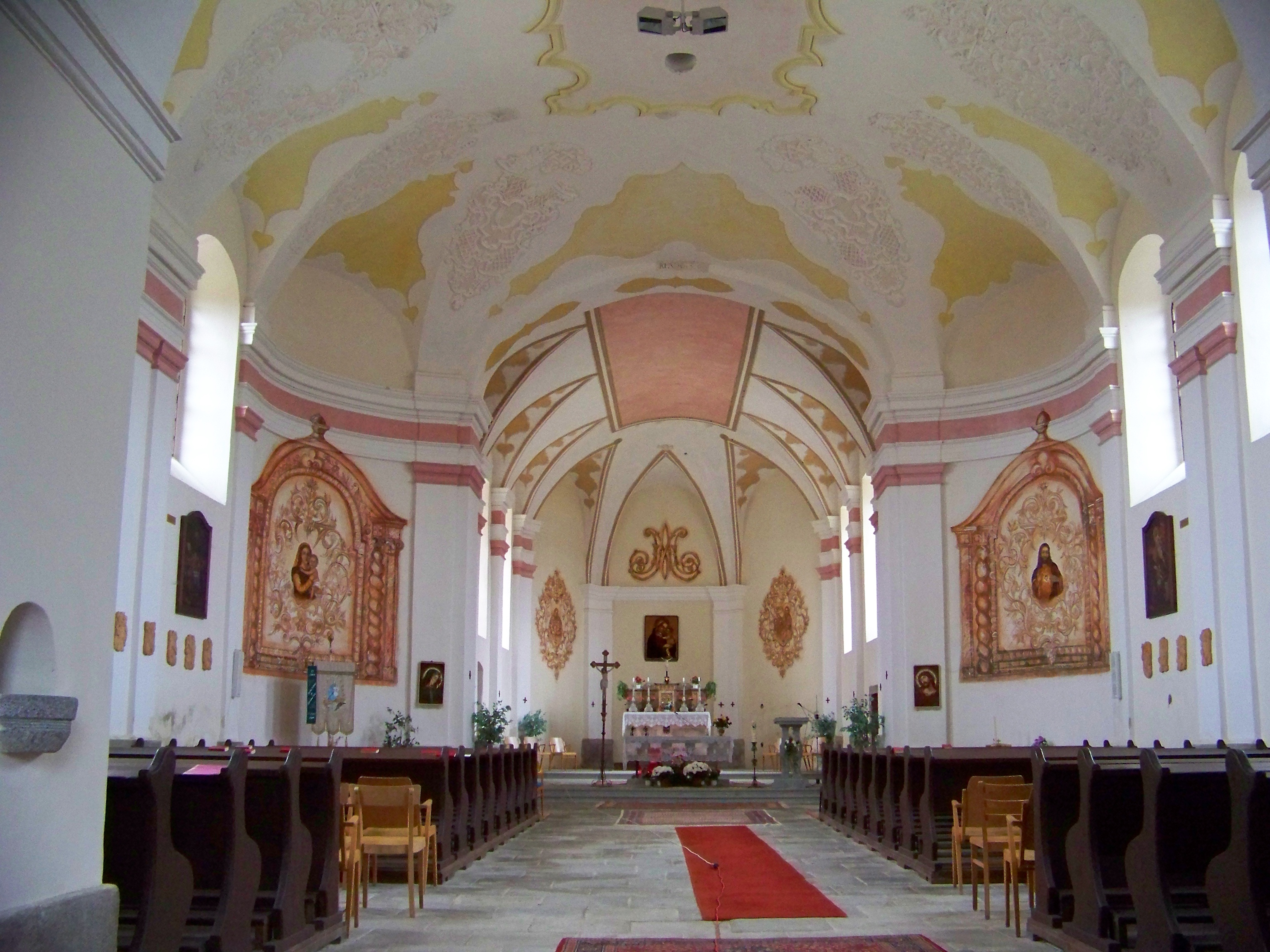
Interiér poutního kostela Panny Marie Sněžné ve Svatém Kameni

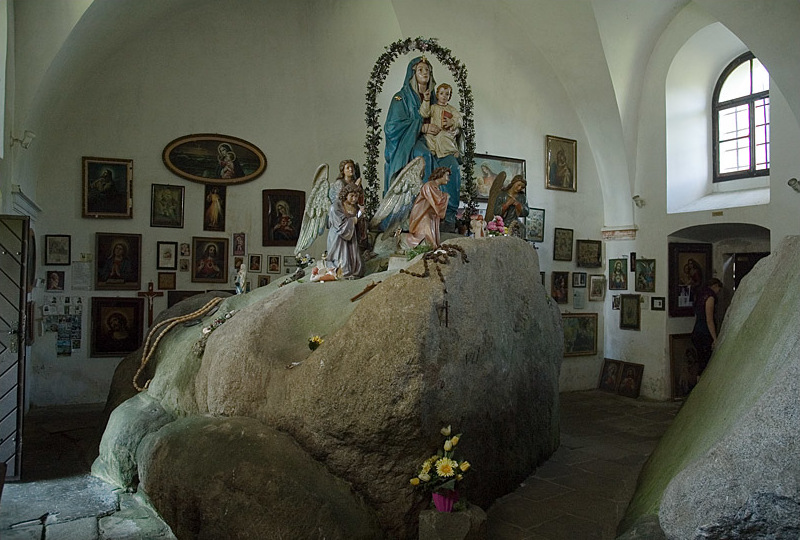
Interiér v kostele ve Svatém Kameni

U Svatého Kamene je základní sídelní jednotka v katastrálním území Rychnov nad Malší, které je součástí obce Dolní Dvořiště (okres Český Krumlov, Jihočeský kraj).
Jedná se především o poutní místo s kostelem Panny Marie Sněžné.

## Historie poutního místa
Podle tradice se tu na velkých balvanech kolem roku 1500 zjevila Panna Maria s Ježíškem. Odtud název "Svatý kámen". Kámen, na němž Madona seděla, se prý později rozpůlil na znamení pravdivosti zjevení a dvě části se mají od sebe vzdalovat. Až budou kameny od sebe vzdáleny tak, že tam projede vozka z koněm, má nastat soudný den.
První zpráva o zázračném uzdravení pochází z roku 1634, kdy se uzdravila tříletá dcerka zedníka Šimona Stepingera. Roku 1655 zde nechala abatyše klarisek z Českého Krumlova Anna Kristýna Pöperlová postavit poutní kostelík, kterému darovala obraz Panny Marie Sněžné. Souběžně se stavbou kostela probíhala i stavba malého ženského kláštera klarisek, přiléhající k východní straně kostela. V roce 1707 byl instalován zvon a roku 1709 přibyla kaple nad pramenem. V 1. polovině 18. století byla kaple rozšířena na velký kostel. 5. srpna 1744 byl kostel slavnostně vysvěcen, dostal 4 oltáře a kazatelna.  V roce 1782 byla kaple uzamčena po výnosu Josefa II. o zrušení kláštera klarisek v Českém Krumlově, znovu byla otevřena až v roce 1790. V roce 1801 se stal patronem Svatého Kamene kníže Josef Schwarzenberg koupí rychnovského panství. V letech 1848–1854 působila při poutním kostele kongregace redemptoristů, vyhnaných z Vídně, v letech 1895–1924 kongregace petrinů a po nich až do roku 1950 opět redemptoristů. Podle soupisu poutních míst v díle Des Osterreichers Wallfahrtsorte z roku 1913 od rakouského kněze Alfreda Hoppeho byl Svatý Kámen v té době třetím nejnavštěvovanějším poutním místem v jižních Čechách (po bechyňském klášteře a Dobré Vodě) s počtem 9-10,5 tisíc svatých přijímání za rok.
V letech 1938 až 1945 bylo místo v důsledku uzavření Mnichovské dohody přičleněno k nacistickému Německu. Dne 9. prosince 1944 byl U Svatého Kamene zavražděn William Jolly z 15. letecké armády USA. 
Tuto událost připomíná pamětní deska umístěná na vnější zdi kostela.
Po pouti v roce 1948 místní farář Mika uprchl před zatčením za hranice a po roce 1948 následovala zkáza poutního místa, budova chátrala, interiér kostela byl vydrancován. Kostel sloužil k ustájení ovcí, jeho věž pak jako strážní hláska Pohraniční stráže. Roku 1975 byla zbořena tři ramena ambitů s tzv. klášteříčkem, přiléhajícím ke kostelu. V Rakousku, vpravo od silnice mezi Dolním Dvořištěm a Freistadtem byla v roce 1984 postavena téměř přesná replika tohoto kostela, včetně obou kamenů. Po roce 1989 byla za spolupráce Čechů, Rakušanů a Němců obnovena budova kostela, jeho interiér však již byl nenávratně zničen a nedochovalo se z něho prakticky nic. Obnoveny byly hlavní poutě, které se konají 5. srpna (posvěcení kostela) a 15. srpna (Nanebevzetí), kromě toho každou neděli od května do října mše svatá česky a německy.

## Památky
- Poutní kostel Panny Marie Sněžné
- Kaple Zjevení nad balvany
- Studniční kaple
- Sedm kaplí Bolestné Panny Marie při cestě z Rychnova nad Malší

## Galerie

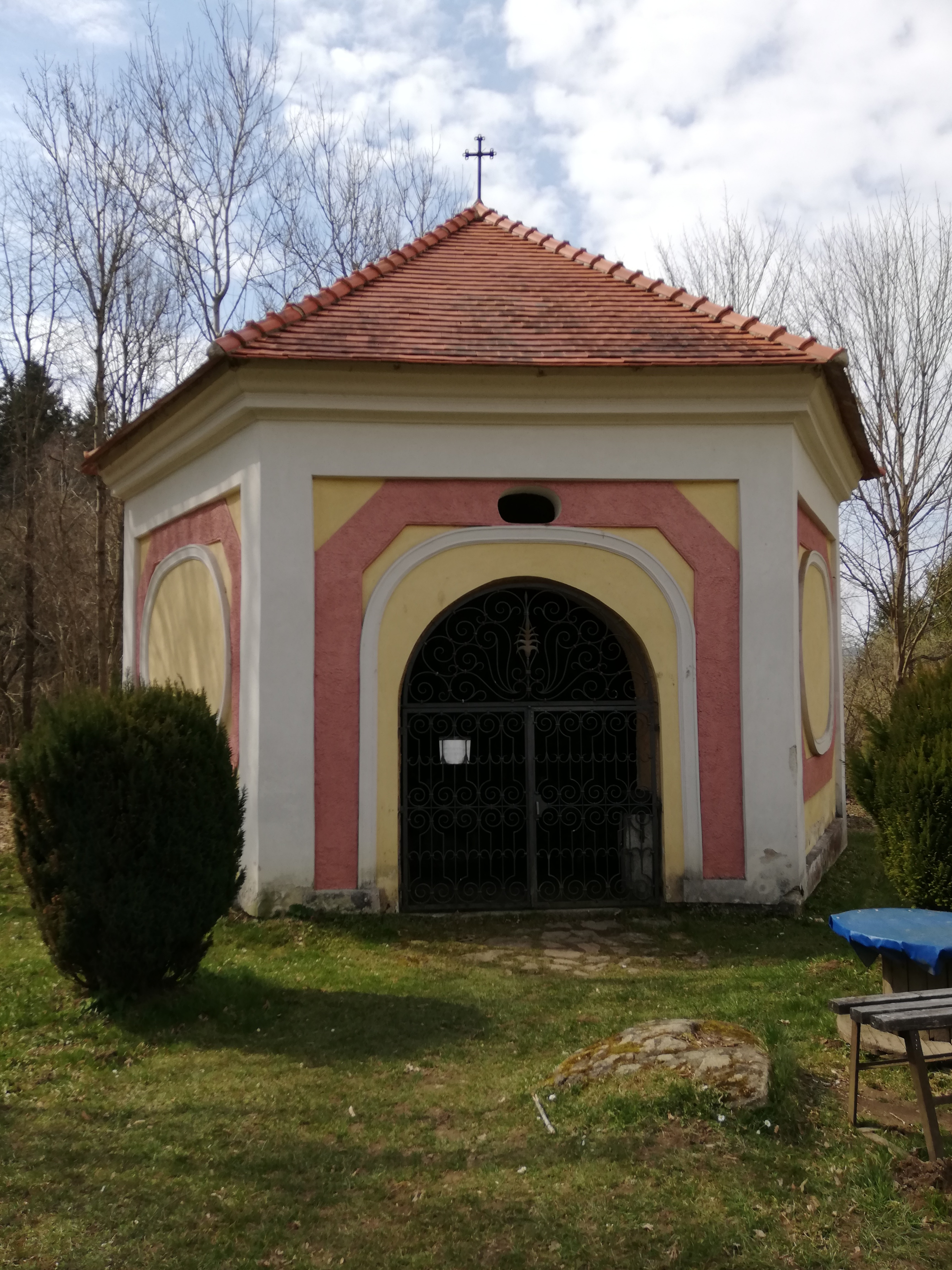
Kaple nad pramenem
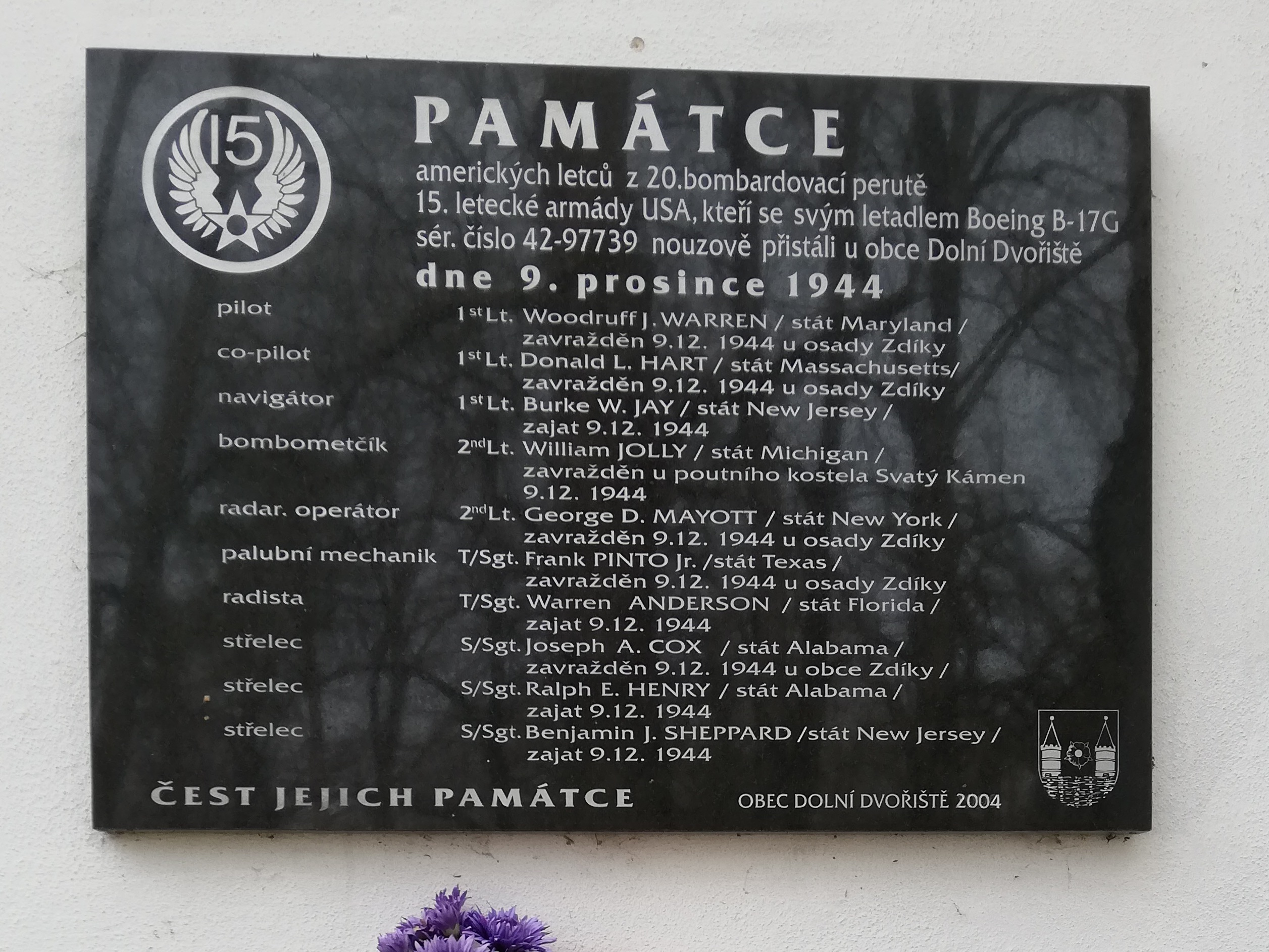
Pamětní deska na uctění památky letců z 15. letecké armády USA